# Fouquieria splendens
Fouquieria splendens, biljna vrsta na američkom jugozapadu, pripada porodici Fouquieriaceae.

## Opis
U Americi je nazivana “ocotillo”, a također je nazivana i “Jakovljev štap” ili “kaktus od loze”. To je cvjetni bodljikavi grm karakterističan za stjenovite pustinje od zapadnog Teksasa do južne Kalifornije i južno do Meksika. U blizini baze biljke, stabljika se dijeli na nekoliko vitkih, uspravnih, široko raširenih, intenzivno bodljikavih grana, obično dugih oko 2,5 do 6 metara (8 do 20 stopa). Grane nose male, zaobljene listove koji padaju nakon suše i padaju ubrzo nakon završetka zimske kišne sezone. Za sobom ostavljaju peteljke (peteljke lista), koje otvrdnu i razviju se u čvrste bodlje, a većinu fotosinteze obavljaju zelenkaste stabljike. Svijetli grimizni cvjetovi su u upadljivim razgranatim grozdovima na vrhu dugim 15 do 25 cm (6 do 10 inča). “Ocotillo” se uzgaja kao biljka za živicu i povremeno kao ukras u svom izvornom području.

## Podvrtste
- Fouquieria splendens subsp. splendens, SAD (Arizona, Kalifornija, Novi Meksiko, Nevada, Teksas); Meksiko (Baja California Norte, Baja California Sur, Chihuahua, Coahuila, Durango, Guanajuato, Hidalgo, Jalisco, Nuevo Leon, Queretaro, San Luis Potosi, Sonora, Tamaulipas, Veracruz, Zacatecas)
- Fouquieria splendens subsp. breviflora Henrickson Meksiko (Tamaulipas, San Luis Potosi, Guanajuato, Queretaro, Hidalgo)
- Fouquieria splendens subsp. campanulata (Nash) Henrickson  Meksiko (Jalisco, Zacatecas, Guanajuato, Queretaro, Hidalgo, San Luis Potosi, Tamaulipas, Durango)

- F. splendens
- F. splendens
- F. splendens
- F. splendens